# Alexeï Tammiste
Alexeï Tammiste, né le 29 juillet 1946, à Türi, en République socialiste soviétique d'Estonie, est un ancien joueur de basket-ball soviétique.

## Palmarès
- Champion d'Europe 1971